# ۴۹۹ (میلادی)
۴۹۹ (میلادی) چهارصد و نود و نهمین سال تقویم میلادی است.

## درگذشتگان
‎